# Контла (Контла де Хуан Куамази)
Контла (шп. Contla) насеље је у Мексику у савезној држави Тласкала у општини Контла де Хуан Куамази. Насеље се налази на надморској висини од 2319 м.

## Становништво
Према подацима из 2010. године у насељу је живело 27610 становника.

### Хронологија
| Година       | 2000                  | 2005                  | 2010                  |
| ------------ | --------------------- | --------------------- | --------------------- |
| Становништво | 22646 (11107 / 11539) | 25456 (12433 / 13023) | 27610 (13398 / 14212) |

### Попис
| \| \| м \| \| \| ж \| \| 0—2 \| 791 \| \| \| 758 \| \| 3—5 \| 838 \| \| \| 879 \| \| 6—11 \| 1.741 \| \| \| 1.604 \| \| 12—14 \| 758 \| \| \| 817 \| \| 15—17 \| 854 \| \| \| 860 \| \| 18—24 \| 1.789 \| \| \| 1.957 \| \| 60+ \| 1.025 \| \| \| 1.224 \| \| Просек : \| 28,1 \| \| \| 29,1 \| |       |  |  |       |
| |       |  |  |       |
| | м     |  |  | ж     |
| 0—2 | 791   |  |  | 758   |
| 3—5 | 838   |  |  | 879   |
| 6—11 | 1.741 |  |  | 1.604 |
| 12—14 | 758   |  |  | 817   |
| 15—17 | 854   |  |  | 860   |
| 18—24 | 1.789 |  |  | 1.957 |
| 60+ | 1.025 |  |  | 1.224 |
| Просек : | 28,1  |  |  | 29,1  |

| #   | Индикатор                                                                                        | Вредност |
| --- | ------------------------------------------------------------------------------------------------ | -------- |
| 1   | Становништво од 0 до 2 године                                                                    | 1549     |
| 2   | Мушко становништво од 0 до 2 године                                                              | 791      |
| 3   | Женско становништво од 0 до 2 године                                                             | 758      |
| 4   | Становништво са 3 и више година                                                                  | 26037    |
| 5   | Мушко становништво са 3 и више година                                                            | 12596    |
| 6   | Женско становништво са 3 и више година                                                           | 13441    |
| 7   | Становништво са 5 и више година                                                                  | 24934    |
| 8   | Мушко становништво са 5 и више година                                                            | 12053    |
| 9   | Женско становништво са 5 и више година                                                           | 12881    |
| 10  | Становништво са 12 и више година                                                                 | 20975    |
| 11  | Мушко становништво са 12 и више година                                                           | 10017    |
| 12  | Женско становништво са 12 и више година                                                          | 10958    |
| 13  | Становништво са 15 и више година                                                                 | 19400    |
| 14  | Мушко становништво са 15 и више година                                                           | 9259     |
| 15  | Женско становништво са 15 и више година                                                          | 10141    |
| 16  | Становништво са 18 и више година                                                                 | 17686    |
| 17  | Мушко становништво са 18 и више година                                                           | 8405     |
| 18  | Женско становништво са 18 и више година                                                          | 9281     |
| 19  | Становништво од 3 до 5 година                                                                    | 1717     |
| 20  | Мушко становништво од 3 до 5 година                                                              | 838      |
| 21  | Женско становништво од 3 до 5 година                                                             | 879      |
| 22  | Становништво од 6 до 11 година                                                                   | 3345     |
| 23  | Мушко становништво од 6 до 11 година                                                             | 1741     |
| 24  | Женско становништво од 6 до 11 година                                                            | 1604     |
| 25  | Становништво од 8 до 14 година                                                                   | 3799     |
| 26  | Мушко становништво од 8 до 14 година                                                             | 1936     |
| 27  | Женско становништво од 8 до 14 година                                                            | 1863     |
| 28  | Становништво од 12 до 14 година                                                                  | 1575     |
| 29  | Мушко становништво од 12 до 14 година                                                            | 758      |
| 30  | Женско становништво од 12 до 14 година                                                           | 817      |
| 31  | Становништво од 15 до 17 година                                                                  | 1714     |
| 32  | Мушко становништво од 15 до 17 година                                                            | 854      |
| 33  | Женско становништво од 15 до 17 година                                                           | 860      |
| 34  | Становништво од 18 до 24 године                                                                  | 3746     |
| 35  | Мушко становништво од 18 до 24 године                                                            | 1789     |
| 36  | Женско становништво од 18 до 24 године                                                           | 1957     |
| 37  | Женско становништво од 15 до 49 година                                                           | 7913     |
| 38  | Становништво са 60 и више година                                                                 | 2249     |
| 39  | Мушко становништво са 60 и више година                                                           | 1025     |
| 40  | Женско становништво са 60 и више година                                                          | 1224     |
| 41  | Однос између мушкараца и жена                                                                    | 94.27    |
| 42  | Становништво од нуле до 14 година                                                                | 8186     |
| 43  | Становништво од 15 до 64 године                                                                  | 17804    |
| 44  | Становништво од 65 година и више                                                                 | 1596     |
| 45  | Просечан број деце                                                                               | 2.35     |
| 46  | Становништво рођено у ентитету                                                                   | 25987    |
| 47  | Мушко становништво рођено у ентитету                                                             | 12667    |
| 48  | Женско становништво рођено у ентитету                                                            | 13320    |
| 49  | Становништво рођено у другом ентитету                                                            | 1557     |
| 50  | Мушко становништво рођено у другом ентитету                                                      | 695      |
| 51  | Женско становништво рођено у другом ентитету                                                     | 862      |
| 52  | Становништво од 5 година и више резидентно у ентитету у јуну 2005. године                        | 24498    |
| 53  | Мушко становништво старосног доба од 5 година и више, резидентно у ентитету у јуну 2005. године  | 11827    |
| 54  | Женско становништво старосног доба од 5 и више година, резидентно у ентитету у јуну 2005. године | 12671    |
| 55  | Становништво од 5 година и више које је живело у другом ентитету у јуну 2005. године             | 313      |
| 56  | Мушко становништво старије од 5 година које је живело у другом ентитету у јуну 2005. године      | 150      |
| 57  | Женско становништво старије од 5 година које је живело у другом ентитету у јуну 2005. године     | 163      |
| 58  | Становништво од 3 године и више које говори аутохтони језик                                      | 2506     |
| 59  | Мушко становништво старо 3 године и више које говори аутохтони језик                             | 1291     |
| 60  | Женско становништво старо 3 године и више које говори аутохтони језик                            | 1215     |
| 61  | Становништво од 3 године и више које говори аутохтони језик и не говори шпански језик            | 4        |
| 62  | Мушко становништво старо 3 године и више које говори аутохтони језик и не говори шпански         | 0        |
| 63  | Женско становништво старо 3 године и више које говори аутохтони језик и не говори шпански језик  | 4        |
| 64  | Становништво старо 3 године и више које говори аутохтони језик и шпански                         | 2405     |
| 65  | Мушко становништво старо 3 године и више које говори аутохтони језик и шпански                   | 1240     |
| 66  | Женско становништво старо 3 године и више које говори аутохтони језик и шпански                  | 1165     |
| 67  | Становништво од 5 година и више које говори аутохтони језик                                      | 2494     |
| 68  | Становништво од 5 година и више које говори аутохтони језик и не говори шпански језик            | 4        |
| 69  | Становништво од 5 година и више које говори аутохтони језик и говори шпански језик               | 2395     |
| 70  | Становништво у домородачким домаћинствима                                                        | 6551     |
| 71  | Становништво са ограничењима у активностима                                                      | 1177     |
| 72  | Становништво са ограниченим ходањем или кретањем, горе или доле                                  | 537      |
| 73  | Становници са ограничењима вида, чак и уз кориштење сочива                                       | 440      |
| 74  | Становништво са ограничењима говора, комуникације или конверзације                               | 147      |
| 75  | Становништво са ограниченим слухом                                                               | 219      |
| 76  | Становништво са ограничењима при одевању, купању или јелу                                        | 94       |
| 77  | Становништво са ограничењима у опажању или учењу једноставних ствари                             | 65       |
| 78  | Становништво са менталним ограничењима                                                           | 89       |
| 79  | Становништво без ограничења активности                                                           | 26332    |
| 80  | Становништво од 3 до 5 година које не похађа школу                                               | 789      |
| 81  | Мушко становништво од 3 до 5 година које не похађа школу                                         | 384      |
| 82  | Женско становништво од 3 до 5 година које не похађа школу                                        | 405      |
| 83  | Становништво од 6 до 11 година које не похађа школу                                              | 50       |
| 84  | Мушко становништво од 6 до 11 година које не похађа школу                                        | 27       |
| 85  | Женско становништво од 6 до 11 година које не похађа школу                                       | 23       |
| 86  | Становништво од 12 до 14 година које не похађа школу                                             | 54       |
| 87  | Мушко становништво од 12 до 14 година које не похађа школу                                       | 29       |
| 88  | Женско становништво од 12 до 14 година које не похађа школу                                      | 25       |
| 89  | Становништво од 15 до 17 година похађа школу                                                     | 1318     |
| 90  | Мушко становништво од 15 до 17 година похађа школу                                               | 633      |
| 91  | Женско становништво између 15 и 17 година живота у школи                                         | 685      |
| 92  | Становништво од 18 до 24 године похађа школу                                                     | 1310     |
| 93  | Мушко становништво од 18 до 24 године похађа школу                                               | 626      |
| 94  | Женско становништво од 18 до 24 године похађа школу                                              | 684      |
| 95  | Становништво од 8 до 14 година које не може да чита и пише                                       | 79       |
| 96  | Мушко становништво старосног доба од 8 до 14 година које не може да чита и пише                  | 40       |
| 97  | Женско становништво старосног доби од 8 до 14 година које не може да чита и пише                 | 39       |
| 98  | Становништво од 15 година и више које је неписмено                                               | 994      |
| 99  | Мушко становништво од 15 година и више које је неписмено                                         | 306      |
| 100 | Женско становништво од 15 година и више које је неписмено                                        | 688      |
| 101 | Становништво старо 15 и више година без школовања                                                | 938      |
| 102 | Мушко становништво старо 15 и више година без школовања                                          | 308      |
| 103 | Женско становништво старо 15 и више година без школовања                                         | 630      |
| 104 | Становништво старосног доба 15 и више година са непотпуним основним образовањем                  | 1874     |
| 105 | Мушко становништво старосног доба од 15 година и више са непотпуном основним образовањем         | 823      |
| 106 | Женско становништво старосног доба 15 и више година са непотпуном основним образовањем           | 1051     |
| 107 | Становништво старо 15 и више година са комплетним основним образовањем                           | 3119     |
| 108 | Мушко становништво старо 15 година и више са комплетним основним образовањем                     | 1397     |
| 109 | Женско становништво старо 15 и више година са комплетним основним образовањем                    | 1722     |
| 110 | Становништво старосног доба 15 и више година са непотпуним средњим образовањем                   | 1019     |
| 111 | Мушко становништво старосног доба од 15 година и више са непотпуним средњим образовањем          | 584      |
| 112 | Женско становништво старосног доба од 15 година и више са непотпуним средњим образовањем         | 435      |
| 113 | Становништво старо 15 и више година са пуним секундарном образовањем                             | 5140     |
| 114 | Мушко становништво старосног доба од 15 година и више са пуним секундарном образовањем           | 2594     |
| 115 | Женско становништво старосног доба од 15 година и више са пуним секундарном образовањем          | 2546     |
| 116 | Становништво старије од 18 година са постосновним образовањем                                    | 6728     |
| 117 | Мушко становништво старије од 18 година са постосновним образовањем                              | 3303     |
| 118 | Женско становништво старије од 18 година са постосновним образовањем                             | 3425     |
| 119 | Просечна оцена школовања                                                                         | 9.05     |
| 120 | Просечан ниво образовања мушке популације                                                        | 9.29     |
| 121 | Просечан ниво образовања женског становништва                                                    | 8.84     |
| 122 | Економски активно становништво                                                                   | 11502    |
| 123 | Економски активна мушка популација                                                               | 7476     |
| 124 | Економски активна женска популација                                                              | 4026     |
| 125 | Становништво које није економски активно                                                         | 9384     |
| 126 | Мушко становништво које није економски активно                                                   | 2483     |
| 127 | Женско становништво које није економски активно                                                  | 6901     |
| 128 | Запослено становништво                                                                           | 10936    |
| 129 | Запослено мушко становништво                                                                     | 7050     |
| 130 | Запослено женско становништво                                                                    | 3886     |
| 131 | Незапослена популација                                                                           | 566      |
| 132 | Незапослена мушка популација                                                                     | 426      |
| 133 | Незапослена женска популација                                                                    | 140      |
| 134 | Становништво без права на здравствене услуге                                                     | 9592     |
| 135 | Становништво које има право на здравствене услуге                                                | 17958    |
| 136 | Становништво које има право на ИМСС                                                              | 5875     |
| 137 | Становништво које има право на социјално осигурање                                               | 1496     |
| 138 | Становништво које има право на државно социјално осигурање                                       | 80       |
| 139 | Становништво које има право на опште осигурање или здравствено осигурање за нову генерацију      | 10106    |
| 140 | Становништво које је било једном или није било у браку током 12 година и више                    | 8142     |
| 141 | Венчано или уједињено становништво од 12 година и више                                           | 11281    |
| 142 | Становништво које је било у браку или уједињено 12 година и више                                 | 1519     |
| 143 | Становништво са католичком религијом                                                             | 26126    |
| 144 | Протестанти, еванђелисти и библијски следбеници различити од еванђелиста                         | 1068     |
| 145 | Становништво са другим религијама различитим од претходних                                       | 29       |
| 146 | Становништво без религије                                                                        | 278      |
| 147 | Укупно пописаних домаћинства                                                                     | 6238     |
| 148 | Пописна домаћинства на челу са мушкарцима                                                        | 4868     |
| 149 | Пописна домаћинства на челу са женама                                                            | 1370     |
| 150 | Становништво у пописним домаћинствима                                                            | 27592    |
| 151 | Становништво у пописним домаћинствима на челу са мушкарцима                                      | 22340    |
| 152 | Становништво у пописним домаћинствима на челу са женама                                          | 5252     |
| 153 | Укупно домаћинстава                                                                              | 6994     |
| 154 | Укупно насељених домаћинстава                                                                    | 6244     |
| 155 | Укупно приватних кућа                                                                            | 6988     |
| 156 | Насељени приватни домови                                                                         | 6238     |
| 157 | Укупно насељених приватних кућа                                                                  | 6244     |
| 158 | Ненасељене приватне куће                                                                         | 564      |
| 159 | Појединачна домаћинства за привремену употребу                                                   | 186      |
| 160 | Становници у насељеним приватним кућама                                                          | 27592    |
| 161 | Насељеност станара у приватним становима                                                         | 4.42     |
| 162 | Просечно становника по соби у приватним насељеним домаћинствима                                  | 1.26     |
| 163 | Појединачна домаћинства са подовима од различитих материјала од земље                            | 5779     |
| 164 | Појединачна домаћинства у приземљу                                                               | 437      |
| 165 | Појединачна домаћинства са једном спаваћом собом                                                 | 2754     |
| 166 | Појединачна домаћинства са две спаваће собе и више                                               | 3467     |
| 167 | Појединачна домаћинства са једним собом                                                          | 658      |
| 168 | Појединачна домаћинства са две собе                                                              | 1330     |
| 169 | Појединачна домаћинства са 3 собе и више                                                         | 4223     |
| 170 | Појединачна домаћинства која имају електрично светло                                             | 6167     |
| 171 | Појединачна домаћинства која немају електрично светло                                            | 50       |
| 172 | Појединачна домаћинства која имају водоводну воду у стамбеном простору                           | 6100     |
| 173 | Појединачна домаћинства која немају водоводну воду у стамбеном простору                          | 114      |
| 174 | Појединачна домаћинства која имају тоалет                                                        | 5694     |
| 175 | Појединачна домаћинства која имају канализацију                                                  | 5749     |
| 176 | Појединачна домаћинства која немају канализацију                                                 | 462      |
| 177 | Појединачна домаћинства која имају електрично светло, довод воде из јавне мреже и канализацију   | 5647     |
| 178 | Појединачна домаћинства без икаквих услова                                                       | 163      |
| 179 | Појединачна домаћинства која имају радио                                                         | 5124     |
| 180 | Појединачна домаћинства која имају телевизор                                                     | 5832     |
| 181 | Појединачна домаћинства која имају фрижидер                                                      | 3385     |
| 182 | Појединачна домаћинства која имају машину за веш                                                 | 1792     |
| 183 | Појединачна домаћинства која имају аутомобил или комби                                           | 1872     |
| 184 | Појединачна домаћинства која имају рачунар                                                       | 1066     |
| 185 | Појединачна домаћинства која имају фиксну телефонску линију                                      | 1520     |
| 186 | Појединачна домаћинства која имају мобилни телефон                                               | 3288     |
| 187 | Појединачна домаћинства која имају приступ интернету                                             | 521      |
| 188 | Величина локације                                                                                | 8        |